# کنسومه
کنسومه (به فرانسوی: Consommé) یکی از انواع سوپ‌ها می باشد که از پتاژ رقیقتر و از سوپ معمولی غلیظتر است. کنسومه به معنای «سوپ صاف شده» همانطور معنای «کامل» دارد. در این نوع سوپ چربی بسیار کم است و گوشت و سبزیجات تازه به همراه سفیده تخم مرغ زده شده با یکدیگر مخلوط می‌شود. به این مخلوط گوشت گاو و ماهی و غیره نیز اضافه شده بر روی حرارت به مدت طولانی پخته می‌شود. چربی‌ای که در طی مدت پخت بر سطح سوپ می‌آید به دقت جدا شده و به دور انداخته می‌شود. سوپ پس از پخت از الک گذرانده شده و صاف می‌شود.
کنسومه معمولا بوسیله ی آرد، سبوس، خامه، زرده تخم مرغ و پوره ی حبوبات غلیظ می شود.